# Gasen
Gasen – gmina w Austrii, w kraju związkowym Styria, w powiecie Weiz. Według danych Austriackiego Urzędu Statystycznego liczyła 943 mieszkańców (1 stycznia 2015).